# Munaiyaduvar
Munaiyaduvar, también conocido como Manai Aduvar Nayanar, Munaiyaduvar Nayanar, Munayaduvar, Munayaduvaar, Munaiyaduvaar y Munaiyatuvar, era un santo nayanar, venerado en la secta hindú del Shaivismo. Generalmente se le cuenta como el número 52 en la lista de los 63 nayanars. Munaiyaduvar es descrito como un soldado mercenario, que luchaba por los débiles y desaparecidos y usaba los honorarios recibidos al servicio de su deidad patrona Shiva y de los devotos del dios.

## La vida
La vida de Munaiyaduvar se describe en siete estrofas en el Periya Puranam de Sekkizhar del siglo XII, que es una hagiografía de los 63 nayanars. Su nombre significa literalmente «el que lucha en la guerra».
Munaiyaduvar nació en Tiru-Nidur, en el  reino de Chola. Tiru-Nidur es conocido como Nidur o Needur, y está situado en el distrito de Nagapattinam del estado indio de Tamil Nadu. Era un Vellalar, una casta de propietarios de tierras agrícolas. Era un devoto incondicional del dios Shiva, el patrón del Shaivismo. Sirvió a Shiva y a sus devotos. Era hábil en la guerra y trabajaba como soldado mercenario. Los derrotados venían a contratarlo y le prometían un gran botín. Munaiyaduvar les ayudaba ganando batallas para ellos y regresaba con oro y regalos. Él usaba la riqueza adquirida para dar la bienvenida y alimentar a los devotos de Shiva. Después de vivir un largo año de servicio a Shiva, logró Kailash,  monte en la cadena Gangdisê, parte de los Himalayas, la morada de Shiva después de la muerte.
En un comentario sobre la historia de Munaiyaduvar, el maestro espiritual hindú Swami Sivananda anota que la narración de la vida del santo nayanar imparte dos lecciones. Aunque era un guerrero mercenario consumado, Munaiyaduvar sólo se ponía del lado de los débiles, abogando así por la rectitud. Según los Nayanar, su poder era también una manifestación de Dios y por lo tanto debía ser usado sólo para causas virtuosas. En segundo lugar, las fortunas que el santo obtuvo fueron ofrecidas enteramente en servicio de Dios. Sivananda sugiere que siguiendo el ejemplo de Munaiyaduvar, uno debe ser desinteresado y dedicarse a Dios.

## Recuerdo

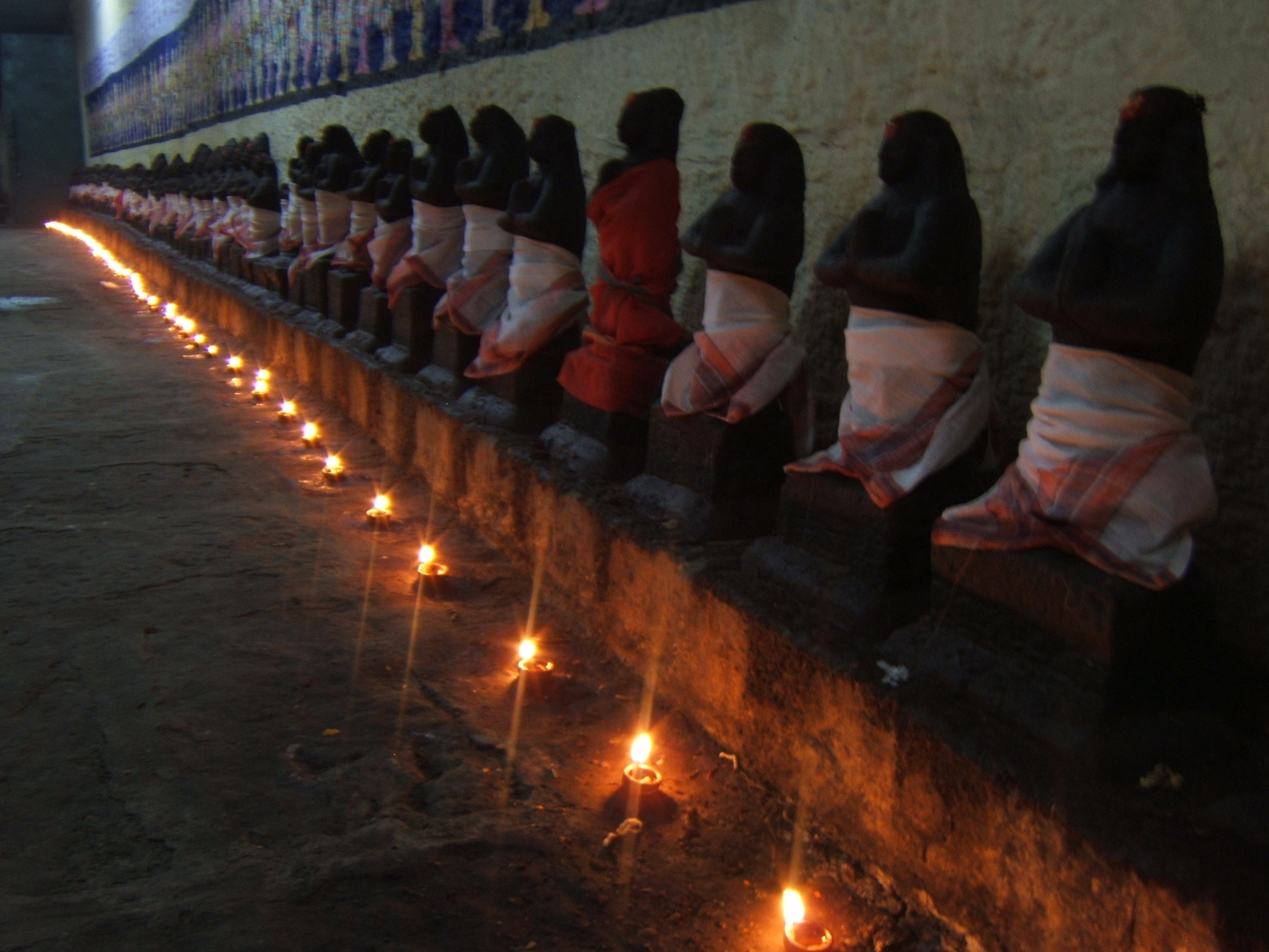
Las imágenes de los Nayanars se encuentran en muchos templos de Shiva en Tamil Nadu.

Uno de los Nayanars más prominentes, Sundarar del siglo VIII venera a Munaiyaduvar en el Tiruthonda Thogai, un himno a los santos de Nayanar, que lo alaba como el «Príncipe Manaiyatuvan que blande una lanza en la guerra».
Munaiyaduvar se adora en el mes tamil de Panguni, cuando la luna entra en el Pushya nakshatra o «mansión lunar». Está representado con una corona, las manos cruzadas y una maza en el brazo. Recibe culto colectivo como parte de los 63 Nayanars. Sus iconos y breves relatos de sus hazañas se encuentran en muchos templos de Shiva en Tamil Nadu. Sus imágenes se sacan en procesión en los festivales.
Munaiyaduvar está especialmente asociado con el templo Somanathaswami, dedicado a Shiva, en su ciudad natal Needur. Se dice que Shiva se le apareció aquí. Munaiyaduvar también utilizó su riqueza para el mantenimiento y la renovación del templo. En el templo se le dedica un santuario. El templo también tiene un icono del festival de Nayanar, que se lleva en «procesión el día de Panguni Pushya».